# Thomas Anson (1er vicomte Anson)
Thomas Anson, 1er vicomte Anson (14 février 1767 - 31 juillet 1818) est un homme politique britannique. 

## Jeunesse et carrière
Thomas Anson est né le 14 février 1767, le premier fils de George Anson (1731-1789), de Shugborough et Mary Vernon, la fille de George Venables Vernon. Le nom de famille de la famille est Adams jusqu'en 1773, lorsque son père hérite des propriétés Anson à la mort de ses oncles maternels et de son frère aîné célibataire, Thomas. 
Il est le frère de Mary Anson (née en 1759), qui épouse Francis Ford, 1er baronnet, en 1785. Il est le frère des généraux de l'armée George Anson et William Anson. 
Il fait ses études au Collège d'Eton en 1779 et à l'Oriel College d'Oxford en 1784. 

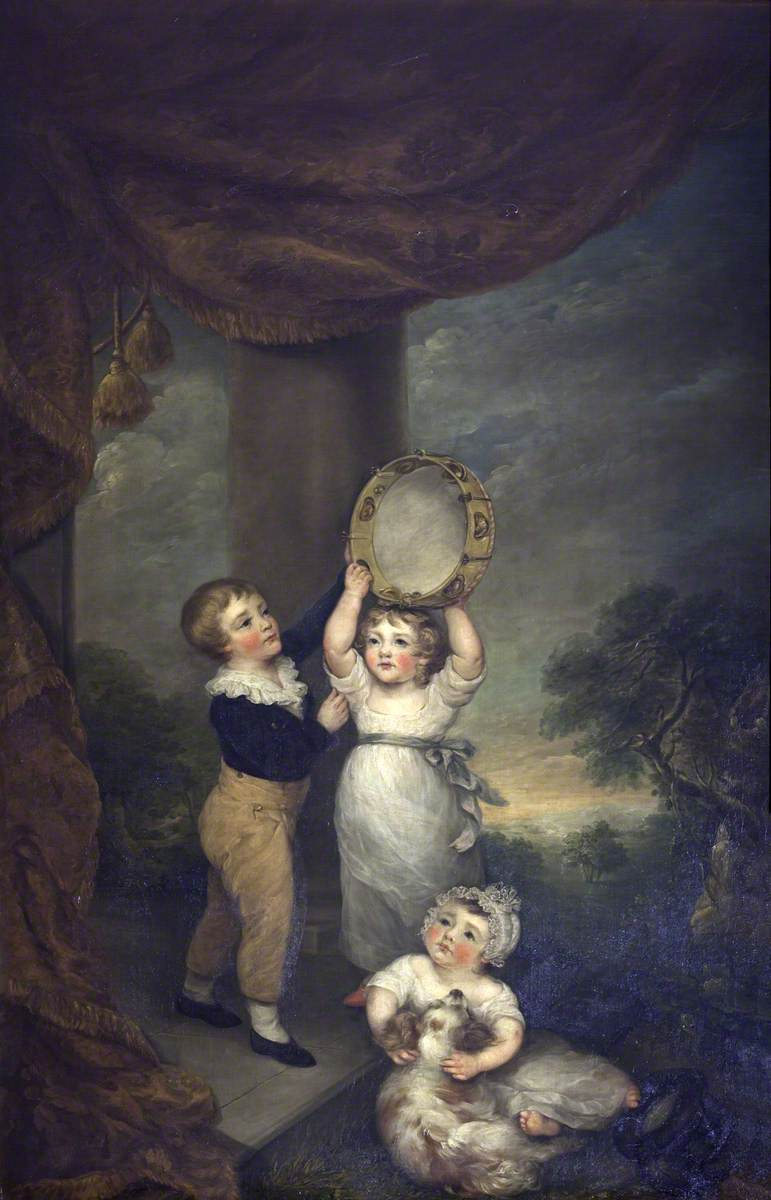
Anne Margaret Coke, Vicomtesse Anson, Thomas William Anson, Anne Margaret Anson et George Anson, enfants, Shugborough Hall, National Trust

À la mort de son père en 1789, Thomas Anson lui succède comme député de Lichfield, qu'il représente jusqu'au 17 février 1806 quand son frère, George, lui succède. En quittant la Chambre des communes le 17 février 1806, Anson est créé vicomte Anson  de Shugborough et Orgrave, comté Stafford, et baron Soberton, de Soberton, comté Southampton, dans la pairie du Royaume-Uni. 

## Mariage et enfants

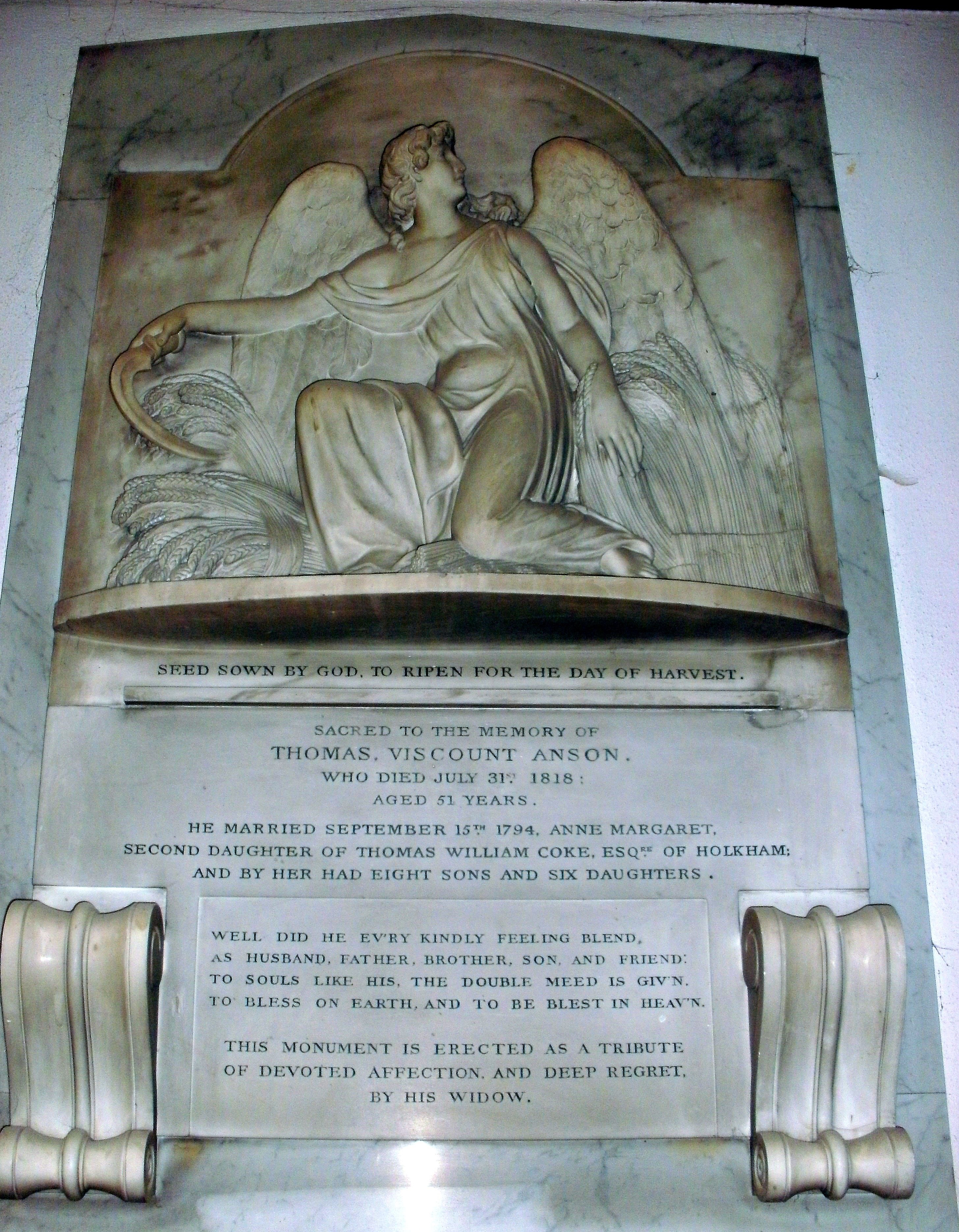
Mémorial du vicomte Anson à l'église St Michael and All Angels à Colwich

Le 15 septembre 1794, il épouse Anne Coke, la fille de Thomas Coke (1er comte de Leicester, 1754-1842) de Holkham
Ils ont treize enfants:
- Thomas William Anson (1795–1854), qui devient le premier comte de Lichfield.
- Anna Margaret Anson (3 octobre 1796 - 19 août 1882), épouse Archibald Primrose (4e comte de Rosebery).
- George Anson (1797-1857)
- Charles Littleton Anson (1799-1812, tué par l'explosion d'un pistolet à bord du HMS Bacchante)
- William Anson (26 février 1801-19 octobre 1830)
- Georgiana Anson (née et décédée en 1802)
- Henry Anson (15 mai 1804 - mai 1827)
- Edward Anson (21 juin 1805 - décédé enfant)
- Georgiana Anson (3 janvier 1807-1821)
- Edward Harcourt Anson (1808-1817)
- Frances Elizabeth Anson (9 janvier 1810-25 décembre 1899), mariée (1) Charles Murray, fils de William Murray (4e comte de Mansfield), (2) Ambrose Isted.
- Frederica Sophia (24 août 1814 - 11 octobre 1867), mariée à Bouverie Francis Primrose, deuxième fils du 4e comte de Rosebery.
- Elizabeth Jane Anson (26 février 1816 - 15 septembre 1894), épouse Henry Cavendish (3e baron Waterpark).

Il est décédé le 31 juillet 1818. Ses papiers et sa correspondance sont conservés au bureau d'enregistrement du comté de Staffordshire du service d'archives du Staffordshire et de Stoke-on-Trent.